# Jack Ryan (politiker)
John Clemens "Jack" Ryan, född 6 oktober 1959 i Wilmette, är en amerikansk politiker, som tvingades att dra tillbaka från valet till senator i 2004 års senatsval beroende på en påstådd sexskandal.
Hans ersättare, Alan Keyes, förlorade sedan till blivande presidenten Barack Obama.